# Ponte dell'autostrada A1
Ponte dell'autostrada A1 (Міст автостради А1) — сучасний автомобільний міст через річку Арно у Флоренції, по якому проходить найдовша автострада Італії А1 "Мілан-Неаполь" (Автострада Сонця).

## Загальні відомості
Міст Ponte dell'autostrada A1 був побудований для обслуговування Автостради Сонця "Мілан-Неаполь", яка проходить через Флоренцію і перетинає річку Арно. Автострада А1 будувалась в 1958-1964 роки. Будівництво мосту у Флоренції розпочалось у 1960 і було закінчено в 1961. 
Міст довжиною 180 метрів з максимальною висотою 20 метрів має п'ять прольотів, основний з яких має довжину 32,2 м. Ширина мосту - 20 метрів. Початково міст мав по дві смуги для автомобільного руху в кожному напрямку, але під час реконструкції 2002-2007 був розширений і з тих пір включає 6 смуг.
Матеріал мосту – монолітний залізобетон.
Міст є строго функціональним і не включає зайвих архітектурних особливостей на відміну від інших мостів Флоренції.
Під мостом також проходить залізниця "Флоренція-Піза", розташована вздовж північного берегу річки Арно.